# Кинески Тајпеј на Светском првенству у атлетици на отвореном 2023.
Кинески Тајпеј је учествовао на 19. Светском првенству у атлетици на отвореном 2023. одржаном у Будимпешти од 19. до 27. августа деветнаести пут, односно, учествовао је на свим првенствима до данас. Репрезентацију Кинеског Тајпеја чинила су 4 такмичара (3 мушкарца и 1 жена) који су се такмичили у 4 дисциплине (3 мушке и 1 женска).,
На овом првенству представници Кинеског Тајпеја нису освојили ниједну медаљу нити су остварили неки резултат.

## Учесници
| Мушкарци: - Чун-Хан Јанг — 200 м - Куеи-Ру Чен — 110 м препоне - Ју Танг Лин — Скок удаљ | Жене: - Чуен-Ју Цао — Маратон |

## Резултати

### Мушкарци
| Атлетичар    | Дисциплина    | Лични рекорд | Квалификације | Квалификације | Полуфинале            | Полуфинале            | Финале                | Финале       | Детаљи |
| Атлетичар    | Дисциплина    | Лични рекорд | Резултат      | Место         | Резултат              | Место                 | Резултат              | Место        | Детаљи |
| ------------ | ------------- | ------------ | ------------- | ------------- | --------------------- | --------------------- | --------------------- | ------------ | ------ |
| Чун-Хан Јанг | 200 м         | 20,23 НР     | 20,82         | 5. у гр. 5    | Нису се квалификовали | Нису се квалификовали | Нису се квалификовали | 35 / 54 (57) |        |
| Куеи-Ру Чен  | 110 м препоне | 13,34 НР     | 13,72         | 6. у гр. 2    | Нису се квалификовали | Нису се квалификовали | Нису се квалификовали | 34 / 43 (45) |        |
| Ју Танг Лин  | Скок удаљ     | 8,40 НР      | 7,45          | 16. у гр. Б   |                       |                       | Није се квалификовао  | 34 / 37 (39) |        |

### Жене
| Атлетичарка | Дисциплина | Лични рекорд | Квалификације | Квалификације | Полуфинале | Полуфинале | Финале   | Финале       | Детаљи |
| Атлетичарка | Дисциплина | Лични рекорд | Резултат      | Место         | Резултат   | Место      | Резултат | Место        | Детаљи |
| ----------- | ---------- | ------------ | ------------- | ------------- | ---------- | ---------- | -------- | ------------ | ------ |
| Чуен-Ју Цао | Маратон    | 2:32:41 НР   |               |               |            |            | 2:55:33  | 65 / 65 (78) |        |